# مرثیه رابینسون
"مرثیه رابینسون" (به انگلیسی: Robinson's Requiem) یک بازی ویدئویی در ژانر اکشن، نقش آفرینی است که در سال ۱۹۹۴ توسط شرکت سیلماریلز تهیه گردید. این بازی توسط سیلماریلز برای آمیگا، آتاری اس‌تی و مکینتاش منتشر شد. در همان سال شرکت ردی سافت وظیفه انتشار این بازی را برای کنسول ۳دی‌او و سیستم عامل داس بر عهده گرفت.
بازیباز وظیفه هدایت یک افسر نظامی به نام «ترپلیِف» را بر عهده دارد که عضو یک گروه به نام «اکتشاف دنیاهای بیگانه» (به اختصار AWE) است. او در طی یکی از ماموریت‌ها، سفینه فضایی اش دچار نقص شده و مجبور به فرود در یک سیاره ناشناخته به نام «زاراتوستا» می‌شود.
بازیباز در این بازی وظیفه هدایت، اکتشاف و در نهایت زنده ماندن در محیط خشن این سیاره ناشناخته را دارد. از ابزارهای کمکی برای بازیباز وجود یک سیستم مشاهده وضعیت سلامتی قهرمان است که با استفاده از وسایل ساده جراحی و کمک‌های اولیه می‌تواند به بقای قهرمان بازی کمک نماید.
نقدهای مربوط به این بازی تنوع زیادی داشت، تعدادی از منتقدین از گرافیک ضعیف و نیاز به سیستم قوی جهت اجرا و برخی نیز از یکنواختی و خسته کننده بودن بازی انتقاد کردند. با این حال تعدادی از منتقدین از جمله نویسندگان مجله «سی یو آمیگا» و «آمیگا کامپیوتینگ» معتقد بودند که نوآوری‌های موجود در بازی بر اشکالات دیگر این محصول فائق آمده است.
این بازی ابتدا برای سیستم عامل داس طراحی گردید ولی بعد از مدتی برای کنسول‌های بازی از جمله ۳دی‌او هم پورت شد. در ابتدا تاریخ عرضه بازی فوریه ۱۹۹۵ معرفی شد، اما انتشار بازی تا سال ۱۹۹۶ میلادی به تأخیر افتاد و به یکی از آخرین بازی‌های عرضه شده برای کنسول ۳دی‌او تبدیل گشت. یک نسخه نیز برای کنسول «جگوار سی‌دی» تهیه شد که عرضه آن کنسل گردید تا اینکه در نهایت در سال ۲۰۱۱ این نسخه برای جگوار سی‌دی منتشر شد.
برای این بازی یک دنباله در سال ۱۹۹۶ با عنوان «دئوس» تولید گردید.

## بازتاب‌ها
| ناشر                     | امتیاز |
| ------------------------ | ------ |
| پی‌سی گیمر (بریتانیا)     | ۴۰٪    |
| پی‌سی گیمر (ایالات متحده) | ۴۹٪    |
| سی‌یو آمیگا               | ۸۶٪    |
| آمیگا کامپیوتینگ         | ۷۵٪    |
| آمیگا فورمت              | ۸۲٪    |
| آمیگا پاور               | ۳۹٪    |

نقدهای مربوط به بازی تنوع زیادی داشت. "تونی دیلون" از ماهنامه انگلیسی «سی یو آمیگا» از سیستم ترکیب آیتم‌های بازی تمجید و البته از گرافیک و سرعت اجرای نسخه آمیگای این بازی انتقاد نموده. در عین حال او مقاله خود را در مورد این بازی اینگونه به پایان رسانده: «اگر دنبال عنوان جدیدی می‌گردید که حسابی مغزتان را به فعالیت وادارد، بنابراین این بازی برای شما انتخاب خوبی است.» "جاناتان مدداک" نویسنده ماهنامه "آمیگا کامپیوتینگ" نیز از گرافیک و سیستم موردنیاز برای اجرای بازی گلایه کرده اما از نکات تازه و تجربه جدیدی که بازی به بازیباز ارائه می گند اظهار رضایت نموده. "دیل بردفورد" از مجله بریتانیایی «آمیگا فورمت» در مورد بازی می‌نویسد: «گشتن در محیط بازی و پی بردن به این مسئله که چطور و چه مقدار می‌توانید در این محیط زنده بمانید لذت بخش است و این به دلیل وجود گیم پلی غیر خطی موجود در بازی است.» هر سه منتقد فوق به درجه سختی بالای بازی نیز اشاره کرده‌اند.
"ریچ پلی" از ماهنامه «آمیگا پاور» نسخه آمیگای بازی را بسیار خسته کننده و یکنواخت توصیف کرده و اینگونه مثال می‌زند: «مانند این است که بگویند از یک نرده نقاشی بکش، ولی بعداً متوجه شوی که آن نرده پنجاه مایل با شما فاصله دارد». او همچنین از گرافیک و سرعت اجرای بازی را مورد انتقاد قرار داده است. این بازی از دو مجله PC Gamer UK و PC Gamer US نیز نمرات ضعیفی دریافت کرد و علت آن را گرافیک ضعیف و عدم جذابیت بازی عنوان کردند.